# ヴァララ条約
ヴァララ条約（ヴァララじょうやく、英語: Treaty of VäräläまたはTreaty of Wereloe）は、1790年8月14日に締結された、第一次ロシア・スウェーデン戦争の講和条約。
条約はスウェーデン＝フィンランド（フィンランド）のヴァララにて、ロシア帝国代表オットー・ヘンリク・イーゲルストロムとスウェーデン代表グスタフ・マウリッツ・アルムフェルトの間で締結された。

## 概要
条約は国境線について戦争前の原状を再確認したが、ニスタット条約で定められた、ロシアのスウェーデン内政干渉権が正式に取り消された。また、1743年のオーボ条約を再確認した。
1年後の1791年10月19日、両国はストックホルムで協定を締結、外国に攻撃された場合の相互援助を約した。この協定はフランス革命の最中にあるフランスが仮想敵国であり、第一次対仏大同盟を先駆けるものとなった。
また、ロシア女帝エカチェリーナ2世は、年30万ルーブルの援助金をスウェーデンに提供した。